# Waterkloof
Waterkloof is een voorstad van Pretoria, gelegen in de regio Gauteng in Zuid-Afrika. Het is een zeer populaire stad om te wonen vanwege het schitterende uitzicht over Pretoria, met onder meer het Uniegebouw. Waterkloof grenst aan de voorstad Groenkloof.